# Yi (khủng long)
Yi là một chi khủng long thuộc họ Scansoriopterygidae. Chi này gồm một loài duy nhất, Yi qi (từ tiếng Trung: 翼; bính âm: yì; nghĩa đen 'cánh' và 奇; qí; 'lạ'). Chúng có một hóa thạch trưởng thành có niên đại từ thời kỳ Jura giữa hoặc Jura muộn tại hệ tầng Tiaojishan Hà Bắc, Trung Quốc, khoảng 160 triệu năm trước. Chúng có kích thước nhỏ, có lẽ sống trên cây. Như các chi Scansoriopterygidae khác, chân trước của Yi có ngón thứ ba dài khác thường, căng thẳng một màng da giúp chúng có khả năng lượn.